# Eleição federal na Alemanha Ocidental em 1957
As eleições federais na Alemanha Ocidental foram realizadas a 15 de Setembro de 1957 e, serviram para eleger os 519 deputados para o Bundestag.
Os resultados deram uma maioria absoluta histórica aos partidos-irmãos de centro-direita, a União Democrata-Cristã e a União Social Cristã, que, conquistaram 50,2% dos votos e 277 deputados. Os eleitores alemães premiaram o chanceler democrata-cristão Konrad Adenauer pela recuperação económica do país, a integração europeia da RFA e a entrada do país na NATO.
O Partido Social-Democrata, apesar de ter subido em votos e deputados, ainda não era visto como um partido de governo e, os parceiros de coligação dos democratas-cristãos, os liberais do Partido Democrático Liberal, perderam votos e deputados.
Após as eleições, Adenauer continuou como chanceler e, pela primeira vez após a guerra, liderando um governo de maioria absoluta.

## Resultados Oficiais

### Método Proporcional (Lista)
| Partido                     | Partido                            | Partido                            | Votos          | %               | +/-      | Deputados | +/-     |
| --------------------------- | ---------------------------------- | ---------------------------------- | -------------- | --------------- | -------- | --------- | ------- |
|                             |                                    | União Democrata-Cristã             | 11 875 339     | 39,71 / 100,00  | 3,35     | 75 / 272  | 8       |
|                             | União Social-Cristã                | 3 133 060                          | 10,48 / 100,00 | 1,67            | 8 / 272  | 2         |         |
| CDU/CSU                     | CDU/CSU                            | 15 008 399                         | 50,19 / 100,00 | 5,02            | 83 / 272 | 6         |         |
|                             | Partido Social-Democrata           | Partido Social-Democrata           | 9 495 571      | 31,75 / 100,00  | 2,91     | 135 / 272 | 18      |
|                             | Partido Democrático Liberal        | Partido Democrático Liberal        | 2 307 135      | 7,71 / 100,00   | 1,83     | 43 / 272  | 4       |
| Barreira Eleitoral de 5,00% |                                    |                                    |                |                 |          |           |         |
|                             | Bloco dos Refugiados e Expatriados | Bloco dos Refugiados e Expatriados | 1 374 066      | 4,59 / 100,00   | 1,28     | 0 / 272   | 27      |
|                             | Partido Alemão                     | Partido Alemão                     | 1 007 282      | 3,37 / 100,00   | 0,12     | 11 / 272  | 6       |
|                             | Partido do Reich Alemão            | Partido do Reich Alemão            | 308 564        | 1,03 / 100,00   | 0,04     | 0 / 272   | Estável |
|                             | Outros (com menos de 1,00%)        | Outros (com menos de 1,00%)        | 404 411        | 1,36 / 100,00   |          | 0 / 272   |         |
| Votos Inválidos             | Votos Inválidos                    | Votos Inválidos                    | 1 167 466      |                 |          |           |         |
| Total                       | Total                              | Total                              | 31 072 894     | 100,00 / 100,00 |          | 272 / 272 | 5       |
| Eleitorado/Participação     | Eleitorado/Participação            | Eleitorado/Participação            | 35 400 923     | 87,77 / 100,00  | 1,78     |           |         |
| Fonte                       | Fonte                              | Fonte                              | [ 3 ]          | [ 3 ]           | [ 3 ]    | [ 3 ]     | [ 3 ]   |

### Método Uninominal (Distrito)
| Partido                 | Partido                            | Partido                            | Distrito Eleitoral | Distrito Eleitoral | Distrito Eleitoral | Distrito Eleitoral | Distrito Eleitoral |
| Partido                 | Partido                            | Partido                            | Votos              | %                  | +/-                | Deputados          | +/-                |
| ----------------------- | ---------------------------------- | ---------------------------------- | ------------------ | ------------------ | ------------------ | ------------------ | ------------------ |
|                         |                                    | União Democrata-Cristã             | 11 975 400         | 39,71 / 100,00     | 4,91               | 147 / 247          | 17                 |
|                         | União Social-Cristã                | 3 186 150                          | 10,57 / 100,00     | 1,67               | 47 / 247           | 5                  |                    |
| CDU/CSU                 | CDU/CSU                            | 15 161 550                         | 50,28 / 100,00     | 6,57               | 194 / 247          | 22                 |                    |
|                         | Partido Social-Democrata           | Partido Social-Democrata           | 9 651 669          | 32,01 / 100,00     | 2,46               | 46 / 247           | 1                  |
|                         | Partido Democrático Liberal        | Partido Democrático Liberal        | 2 276 234          | 7,55 / 100,00      | 3,23               | 1 / 247            | 13                 |
|                         | Bloco dos Refugiados e Expatriados | Bloco dos Refugiados e Expatriados | 1 324 636          | 4,39 / 100,00      | 1,47               | 0 / 247            | Estável            |
|                         | Partido Alemão                     | Partido Alemão                     | 1 062 293          | 3,52 / 100,00      | 0,38               | 6 / 247            | 4                  |
|                         | Outros (com menos de 1,00%)        | Outros (com menos de 1,00%)        | 679 832            | 2,25 / 100,00      |                    | 0 / 247            |                    |
| Votos Inválidos         | Votos Inválidos                    | Votos Inválidos                    | 916 680            |                    |                    |                    |                    |
| Total                   | Total                              | Total                              | 31 072 894         | 100,00 / 100,00    |                    | 247 / 247          | 5                  |
| Eleitorado/Participação | Eleitorado/Participação            | Eleitorado/Participação            | 35 400 923         | 87,77 / 100,00     | 1,78               |                    |                    |
| Fonte                   | Fonte                              | Fonte                              | [ 3 ]              | [ 3 ]              | [ 3 ]              | [ 3 ]              | [ 3 ]              |

### Total de Deputados
| Partido                 | Partido                            | Partido                            | Distrito Eleitoral | Distrito Eleitoral | Lista de Partido | Lista de Partido | Total     | Total |
| Partido                 | Partido                            | Partido                            | Deputados          | +/-                | Deputados        | +/-              | Deputados | +/-   |
| ----------------------- | ---------------------------------- | ---------------------------------- | ------------------ | ------------------ | ---------------- | ---------------- | --------- | ----- |
|                         |                                    | União Democrata-Cristã             | 147 / 247          | 17                 | 75 / 272         | 8                | 222 / 519 | 25    |
|                         | União Social-Cristã                | 47 / 247                           | 5                  | 8 / 272            | 2                | 55 / 519         | 3         |       |
| CDU/CSU                 | CDU/CSU                            | 194 / 247                          | 22                 | 83 / 272           | 6                | 277 / 519        | 28        |       |
|                         | Partido Social-Democrata           | Partido Social-Democrata           | 46 / 247           | 1                  | 135 / 272        | 18               | 181 / 519 | 19    |
|                         | Partido Democrático Liberal        | Partido Democrático Liberal        | 1 / 247            | 13                 | 43 / 272         | 4                | 44 / 519  | 9     |
|                         | Bloco dos Refugiados e Expatriados | Bloco dos Refugiados e Expatriados | 0 / 247            | Estável            | 0 / 272          | 27               | 0 / 519   | 27    |
|                         | Partido Alemão                     | Partido Alemão                     | 6 / 247            | 4                  | 11 / 272         | 6                | 17 / 519  | 2     |
|                         | Outros                             | Outros                             | 0 / 247            |                    | 0 / 272          |                  | 0 / 519   |       |
| Votos Inválidos         |                                    |                                    |                    |                    |                  |                  |           |       |
| Total                   | Total                              | Total                              | 247 / 247          | 5                  | 272 / 272        | 5                | 519 / 519 | 10    |
| Eleitorado/Participação |                                    |                                    |                    |                    |                  |                  |           |       |
| Fonte                   | Fonte                              | Fonte                              | [ 3 ]              | [ 3 ]              | [ 3 ]            | [ 3 ]            | [ 3 ]     | [ 3 ] |

## Resultados por Estado Federal
A tabela de resultados apresentada refere-se aos votos obtidos na lista de partido e, apenas, refere-se a partidos com mais de 1,0% dos votos:
| Estado                     | %       | D       | %    | D   | %    | D   | %      | D      | %    | D  | %   | D   | %   | D  | D   | Votantes   |
| Estado                     | CDU CSU | CDU CSU | SPD  | SPD | FDP  | FDP | GB/BHE | GB/BHE | DP   | DP | DRP | DRP | FU  | FU | D   | Votantes   |
| -------------------------- | ------- | ------- | ---- | --- | ---- | --- | ------ | ------ | ---- | -- | --- | --- | --- | -- | --- | ---------- |
| Estado                     |         |         |      |     |      |     |        |        |      |    |     |     |     |    | D   | Votantes   |
| Baden-Württemberg          | 52,8    | 37      | 25,8 | 18  | 14,4 | 11  | 4,7    | -      | 1,3  | 1  | 0,6 | -   | -   | -  | 67  | 4 097 575  |
| Baixa Saxônia              | 39,1    | 27      | 32,8 | 22  | 5,9  | 4   | 7,6    | -      | 11,4 | 8  | 2,3 | -   | 0,4 | -  | 61  | 3 950 248  |
| Baviera                    | 57,2    | 53      | 26,4 | 25  | 4,6  | 4   | 6,8    | -      | 0,7  | -  | 0,5 | -   | 3,2 | -  | 82  | 5 470 347  |
| Berlim Ocidental (Nota)    | 30,4    | 7       | 44,6 | 12  | 12,8 | 3   | 2,5    | -      | 4,9  | -  | -   | -   | -   | -  | 22  | 1 555 511  |
| Bremen                     | 30,4    | 2       | 46,2 | 3   | 5,8  | -   | 2,0    | -      | 13,8 | 1  | 1,4 | -   | -   | -  | 6   | 414 498    |
| Hamburgo                   | 37,4    | 7       | 45,8 | 9   | 9,4  | 2   | 1,5    | -      | 4,7  | 1  | 0,8 | -   | -   | -  | 19  | 1 185 178  |
| Hesse                      | 40,9    | 20      | 38,0 | 19  | 8,5  | 4   | 5,6    | -      | 5,5  | 3  | 1,2 | -   | -   | -  | 46  | 2 863 092  |
| Renânia do Norte-Vestfália | 54,4    | 87      | 33,5 | 54  | 6,3  | 11  | 2,5    | -      | 1,6  | 2  | 0,7 | -   | 0,8 | -  | 154 | 9 158 928  |
| Renânia-Palatinado         | 53,7    | 18      | 30,4 | 10  | 9,8  | 3   | 1,5    | -      | 1,6  | -  | 2,7 | -   | -   | -  | 31  | 1 976 225  |
| Sarre                      | 54,6    | 5       | 25,1 | 2   | 18,2 | 1   | 0,3    | -      | 0,7  | -  | 0,6 | -   | -   | -  | 8   | 589 578    |
| Schleswig-Holstein         | 48,1    | 14      | 30,8 | 7   | 5,6  | 1   | 8,3    | -      | 3,8  | 1  | 0,7 | -   | -   | -  | 23  | 1 367 225  |
| Alemanha Ocidental         | 50,2    | 222     | 31,8 | 181 | 7,7  | 44  | 4,6    | -      | 3,4  | 17 | 1,0 | -   | 1,0 | -  | 519 | 31 072 894 |

Nota: Berlim Ocidental, oficialmente, não integrava a Alemanha Ocidental e, como tal, os seus deputados eram eleitos conformes os resultados das eleições regionais que correspondiam ao período das eleições federais alemãs.

### Baden-Württemberg
| Partido                 | Partido                            | Distrito Eleitoral | Distrito Eleitoral | Distrito Eleitoral | Lista de Partido | Lista de Partido | Lista de Partido | Deputados | +/-     |
| Partido                 | Partido                            |                    |                    |                    | Votos            | %                | +/-              | Deputados | +/-     |
| ----------------------- | ---------------------------------- | ------------------ | ------------------ | ------------------ | ---------------- | ---------------- | ---------------- | --------- | ------- |
|                         | União Democrata-Cristã             | 2 111 326          | 53,4 / 100,0       | 2,3                | 2 061 701        | 52,8 / 100,0     | 0,4              | 37 / 67   | 1       |
|                         | Partido Social-Democrata           | 1 053 371          | 26,6 / 100,0       | 3,2                | 1 009 019        | 25,8 / 100,0     | 2,8              | 18 / 67   | 2       |
|                         | Partido Democrático Liberal        | 547 010            | 13,8 / 100,0       | 0,1                | 561 538          | 14,4 / 100,0     | 1,7              | 11 / 67   | 2       |
|                         | Bloco dos Refugiados e Expatriados | 171 218            | 4,3 / 100,0        | 1,1                | 185 214          | 4,7 / 100,0      | 0,7              | 0 / 67    | 3       |
|                         | Partido Alemão                     | 40 916             | 1,0 / 100,0        | 0,2                | 50 050           | 1,3 / 100,0      | 0,3              | 1 / 67    | Estável |
|                         | Outros                             | 30 916             | 0,7 / 100,0        |                    | 40 318           | 1,0 / 100,0      |                  | 0 / 67    |         |
| Votos Inválidos         | Votos Inválidos                    | 142 818            | 3,5 / 100,0        | 0,6                | 189 735          | 4,6 / 100,0      | 1,3              |           |         |
| Total                   | Total                              | 4 097 575          | 100,0 / 100,0      |                    | 4 097 575        | 100,0 / 100,0    |                  | 67 / 67   |         |
| Eleitorado/Participação | Eleitorado/Participação            | 4 857 815          | 84,4 / 100,0       | 2,6                | 4 857 815        | 84,4 / 100,0     | 2,6              |           |         |

### Baixa Saxônia
| Partido                 | Partido                            | Distrito Eleitoral | Distrito Eleitoral | Distrito Eleitoral | Lista de Partido | Lista de Partido | Lista de Partido | Deputados | +/-     |
| Partido                 | Partido                            | Votos              | %                  | +/-                | Votos            | %                | +/-              | Deputados | +/-     |
| ----------------------- | ---------------------------------- | ------------------ | ------------------ | ------------------ | ---------------- | ---------------- | ---------------- | --------- | ------- |
|                         | União Democrata-Cristã             | 1 428 300          | 37,3 / 100,0       | 9,3                | 1 495 343        | 39,1 / 100,0     | 3,9              | 27 / 61   | 2       |
|                         | Partido Social-Democrata           | 1 279 201          | 33,4 / 100,0       | 2,4                | 1 225 204        | 32,8 / 100,0     | 2,7              | 22 / 61   | 1       |
|                         | Partido Alemão                     | 503 615            | 13,2 / 100,0       | 3,3                | 435 936          | 11,4 / 100,0     | 0,5              | 8 / 61    | Estável |
|                         | Bloco dos Refugiados e Expatriados | 285 432            | 7,5 / 100,0        | 4,0                | 291 163          | 7,6 / 100,0      | 3,2              | 0 / 61    | 7       |
|                         | Partido Democrático Liberal        | 223 521            | 5,8 / 100,0        | 2,4                | 226 463          | 5,9 / 100,0      | 1,0              | 4 / 61    | 1       |
|                         | Partido do Reich Alemão            | 86 662             | 2,3 / 100,0        | 0,7                | 88 963           | 2,3 / 100,0      | 1,2              | 0 / 61    | Estável |
|                         | Outros                             | 20 965             | 0,6 / 100,0        |                    | 33 341           | 1,0 / 100,0      |                  | 0 / 61    |         |
| Votos Inválidos         | Votos Inválidos                    | 122 552            | 3,1 / 100,0        | 0,6                | 123 835          | 3,1 / 100,0      | 0,2              |           |         |
| Total                   | Total                              | 3 950 248          | 100,0 / 100,0      |                    | 3 950 248        | 100,0 / 100,0    |                  | 61 / 61   | 5       |
| Eleitorado/Participação | Eleitorado/Participação            | 4 438 885          | 89,0 / 100,0       | 0,3                | 4 438 885        | 89,0 / 100,0     | 0,3              |           |         |

### Baviera
| Partido                 | Partido                            | Distrito Eleitoral | Distrito Eleitoral | Distrito Eleitoral | Lista de Partido | Lista de Partido | Lista de Partido | Deputados | +/-     |
| Partido                 | Partido                            | Votos              | %                  | +/-                | Votos            | %                | +/-              | Deputados | +/-     |
| ----------------------- | ---------------------------------- | ------------------ | ------------------ | ------------------ | ---------------- | ---------------- | ---------------- | --------- | ------- |
|                         | União Social-Cristã                | 3 068 418          | 57,9 / 100,0       | 9,6                | 3 015 892        | 57,2 / 100,0     | 9,4              | 53 / 82   | 1       |
|                         | Partido Social-Democrata           | 1 332 056          | 25,1 / 100,0       | 1,2                | 1 394 811        | 26,4 / 100,0     | 3,1              | 25 / 82   | Estável |
|                         | Bloco dos Refugiados e Expatriados | 362 455            | 6,8 / 100,0        | 1,4                | 357 119          | 6,8 / 100,0      | 1,4              | 0 / 67    | 8       |
|                         | Partido Democrático Liberal        | 252 341            | 4,8 / 100,0        | 2,5                | 240 695          | 4,6 / 100,0      | 1,6              | 4 / 82    | 2       |
|                         | União Federalista (BP-DZP)         | 212 559            | 4,0 / 100,0        | 3,9                | 168 210          | 3,2 / 100,0      | 6,0              | 0 / 82    | Estável |
|                         | Outros                             | 75 535             | 1,4 / 100,0        |                    | 96 914           | 1,8 / 100,0      |                  | 82 / 82   |         |
| Votos Inválidos         | Votos Inválidos                    | 166 983            | 3,1 / 100,0        | 0,5                | 196 706          | 3,6 / 100,0      | Estável          |           |         |
| Total                   | Total                              | 5 470 347          | 100,0 / 100,0      |                    | 5 470 347        | 100,0 / 100,0    |                  | 82 / 82   | 9       |
| Eleitorado/Participação | Eleitorado/Participação            | 6 240 499          | 87,7 / 100,0       | 1,9                | 6 240 499        | 87,7 / 100,0     | 1,9              |           |         |

### Berlim Ocidental
| Partido                 | Partido                                  | Votos     | %             | +/-  | Deputados | +/-     |
| ----------------------- | ---------------------------------------- | --------- | ------------- | ---- | --------- | ------- |
|                         | Partido Social-Democrata                 | 684 906   | 44,6 / 100,0  | 0,1  | 12 / 22   | 1       |
|                         | União Democrata-Cristã                   | 467 117   | 30,4 / 100,0  | 5,8  | 7 / 22    | 1       |
|                         | Partido Democrático Liberal              | 197 204   | 12,8 / 100,0  | 10,2 | 3 / 22    | 2       |
|                         | Partido Alemão                           | 75 321    | 4,9 / 100,0   | 1,2  | 0 / 22    | Estável |
|                         | Partido Socialista Unificado da Alemanha | 41 375    | 2,7 / 100,0   | Novo | 0 / 22    | Novo    |
|                         | Bloco dos Refugiados e Expatriados       | 39 236    | 2,5 / 100,0   | 0,3  | 0 / 22    | Estável |
|                         | União Económica das Médias Empresas      | 26 886    | 1,8 / 100,0   | Novo | 0 / 22    | Novo    |
|                         | Outros                                   | 3 848     | 0,3 / 100,0   |      | 0 / 22    |         |
| Votos Inválidos         | Votos Inválidos                          | 19 618    | 1,3 / 100,0   | 1,4  |           |         |
| Total                   | Total                                    | 1 555 511 | 100,0 / 100,0 |      | 22 / 22   |         |
| Eleitorado/Participação | Eleitorado/Participação                  | 1 694 896 | 91,8 / 100,0  | 1,4  |           |         |

### Bremen
| Partido                 | Partido                            | Distrito Eleitoral | Distrito Eleitoral | Distrito Eleitoral | Lista de Partido | Lista de Partido | Lista de Partido | Deputados | +/-     |
| Partido                 | Partido                            | Votos              | %                  | +/-                | Votos            | %                | +/-              | Deputados | +/-     |
| ----------------------- | ---------------------------------- | ------------------ | ------------------ | ------------------ | ---------------- | ---------------- | ---------------- | --------- | ------- |
|                         | Partido Social-Democrata           | 188 647            | 46,5 / 100,0       | 7,1                | 184 003          | 46,2 / 100,0     | 7,2              | 3 / 6     | Estável |
|                         | União Democrata-Cristã             | 124 688            | 30,7 / 100,0       | 6,9                | 121 264          | 30,4 / 100,0     | 5,6              | 2 / 6     | Estável |
|                         | Partido Alemão                     | 56 390             | 13,9 / 100,0       | 3,9                | 55 118           | 13,8 / 100,0     | 3,2              | 1 / 6     | Estável |
|                         | Partido Democrático Liberal        | 22 125             | 5,5 / 100,0        | 2,3                | 23 311           | 5,8 / 100,0      | 1,7              | 0 / 6     | Estável |
|                         | Bloco dos Refugiados e Expatriados | 7 501              | 1,8 / 100,0        | 1,3                | 8 162            | 2,0 / 100,0      | 1,3              | 0 / 6     | Estável |
|                         | Partido do Reich Alemão            | 5 230              | 1,3 / 100,0        | 1,5                | 5 488            | 1,4 / 100,0      | 1,6              | 0 / 6     | Estável |
|                         | Outros                             | 1 176              | 0,3 / 100,0        |                    | 1 254            | 0,3 / 100,0      |                  | 0 / 6     |         |
| Votos Inválidos         | Votos Inválidos                    | 8 741              | 2,1 / 100,0        | 0,1                | 15 898           | 3,8 / 100,0      | 0,6              |           |         |
| Total                   | Total                              | 414 498            | 100,0 / 100,0      |                    | 414 498          | 100,0 / 100,0    |                  | 6 / 6     |         |
| Eleitorado/Participação | Eleitorado/Participação            | 467 250            | 88,7 / 100,0       | 1,3                | 467 250          | 88,7 / 100,0     | 1,3              |           |         |

### Hamburgo
| Partido                 | Partido                            | Distrito Eleitoral | Distrito Eleitoral | Distrito Eleitoral | Lista de Partido | Lista de Partido | Lista de Partido | Deputados | +/-     |
| Partido                 | Partido                            | Votos              | %                  | +/-                | Votos            | %                | +/-              | Deputados | +/-     |
| ----------------------- | ---------------------------------- | ------------------ | ------------------ | ------------------ | ---------------- | ---------------- | ---------------- | --------- | ------- |
|                         | Partido Social-Democrata           | 538 847            | 46,2 / 100,0       | 6,4                | 528 645          | 45,8 / 100,0     | 7,7              | 9 / 19    | 2       |
|                         | União Democrata-Cristã             | 445 149            | 38,2 / 100,0       | 17,6               | 432 262          | 37,4 / 100,0     | 0,7              | 7 / 19    | Estável |
|                         | Partido Democrático Liberal        | 105 558            | 9,1 / 100,0        | 8,7                | 108 451          | 9,4 / 100,0      | 0,9              | 2 / 19    | Estável |
|                         | Partido Alemão                     | 48 837             | 4,2 / 100,0        | 7,3                | 54 144           | 4,7 / 100,0      | 1,2              | 1 / 19    | 1       |
|                         | Bloco dos Refugiados e Expatriados | 14 950             | 1,3 / 100,0        | 1,7                | 16 757           | 1,5 / 100,0      | 1,0              | 0 / 19    | Estável |
|                         | Outros                             | 12 739             | 1,1 / 100,0        |                    | 14 000           | 1,2 / 100,0      |                  | 0 / 19    |         |
| Votos Inválidos         | Votos Inválidos                    | 19 098             | 1,6 / 100,0        | 1,9                | 30 919           | 2,6 / 100,0      | 0,3              |           |         |
| Total                   | Total                              | 1 185 178          | 100,0 / 100,0      |                    | 1 185 178        | 100,0 / 100,0    |                  | 19 / 19   | 1       |
| Eleitorado/Participação | Eleitorado/Participação            | 1 328 657          | 89,2 / 100,0       | 1,8                | 1 328 657        | 89,2 / 100,0     | 1,8              |           |         |

### Hesse
| Partido                 | Partido                            | Distrito Eleitoral | Distrito Eleitoral | Distrito Eleitoral | Lista de Partido | Lista de Partido | Lista de Partido | Deputados | +/- |
| Partido                 | Partido                            | Votos              | %                  | +/-                | Votos            | %                | +/-              | Deputados | +/- |
| ----------------------- | ---------------------------------- | ------------------ | ------------------ | ------------------ | ---------------- | ---------------- | ---------------- | --------- | --- |
|                         | União Democrata-Cristã             | 1 064 466          | 38,6 / 100,0       | 9,1                | 1 116 494        | 40,9 / 100,0     | 7,7              | 20 / 46   | 5   |
|                         | Partido Social-Democrata           | 1 071 222          | 38,8 / 100,0       | 4,3                | 1 037 166        | 38,0 / 100,0     | 4,3              | 19 / 46   | 3   |
|                         | Partido Democrático Liberal        | 243 877            | 8,8 / 100,0        | 14,9               | 232 872          | 8,5 / 100,0      | 11,2             | 4 / 46    | 5   |
|                         | Bloco dos Refugiados e Expatriados | 149 953            | 5,4 / 100,0        | 0,6                | 151 972          | 5,6 / 100,0      | 0,8              | 0 / 46    | 3   |
|                         | Partido Alemão                     | 194 419            | 7,0 / 100,0        | 4,9                | 148 792          | 5,5 / 100,0      | 2,7              | 3 / 46    | 2   |
|                         | Partido do Reich Alemão            | 32 332             | 1,2 / 100,0        | -                  | 33 881           | 1,2 / 100,0      | -                | 0 / 46    | -   |
|                         | Outros                             | 3 916              | 0,1 / 100,0        |                    | 6 086            | 0,2 / 100,0      |                  | 0 / 46    |     |
| Votos Inválidos         | Votos Inválidos                    | 102 907            | 3,6 / 100,0        | 0,1                | 135 828          | 4,7 / 100,0      | 0,4              |           |     |
| Total                   | Total                              | 2 863 092          | 100,0 / 100,0      |                    | 2 863 092        | 100,0 / 100,0    |                  | 46 / 46   | 2   |
| Eleitorado/Participação | Eleitorado/Participação            | 3 214 856          | 89,1 / 100,0       | 2,4                | 3 214 856        | 89,1 / 100,0     | 2,4              |           |     |

### Renânia do Norte-Vestfália
| Partido                 | Partido                            | Distrito Eleitoral | Distrito Eleitoral | Distrito Eleitoral | Lista de Partido | Lista de Partido | Lista de Partido | Deputados | +/- |
| Partido                 | Partido                            | Votos              | %                  | +/-                | Votos            | %                | +/-              | Deputados | +/- |
| ----------------------- | ---------------------------------- | ------------------ | ------------------ | ------------------ | ---------------- | ---------------- | ---------------- | --------- | --- |
|                         | União Democrata-Cristã             | 4 911 300          | 55,0 / 100,0       | 4,5                | 4 813 996        | 54,4 / 100,0     | 5,5              | 87 / 154  | 15  |
|                         | Partido Social-Democrata           | 3 049 317          | 34,1 / 100,0       | 1,5                | 2 965 616        | 33,5 / 100,0     | 1,6              | 54 / 154  | 7   |
|                         | Partido Democrático Liberal        | 528 307            | 5,9 / 100,0        | 2,6                | 554 781          | 6,3 / 100,0      | 2,2              | 11 / 154  | 1   |
|                         | Bloco dos Refugiados e Expatriados | 207 568            | 2,3 / 100,0        | 0,2                | 224 928          | 2,5 / 100,0      | 0,2              | 0 / 154   | 3   |
|                         | Partido Alemão                     | 108 509            | 1,2 / 100,0        | 0,4                | 141 330          | 1,6 / 100,0      | 0,6              | 2 / 154   | 1   |
|                         | Outros                             | 131 962            | 1,4 / 100,0        |                    | 154 620          | 1,8 / 100,0      |                  | 0 / 154   |     |
| Votos Inválidos         | Votos Inválidos                    | 221 965            | 2,4 / 100,0        | 0,7                | 303 657          | 3,3 / 100,0      | 0,4              |           |     |
| Total                   | Total                              | 9 158 928          | 100,0 / 100,0      |                    | 9 158 928        | 100,0 / 100,0    |                  | 154 / 154 | 16  |
| Eleitorado/Participação | Eleitorado/Participação            | 10 407 006         | 88,0 / 100,0       | 2,0                | 10 407 006       | 88,0 / 100,0     | 2,0              |           |     |

### Renânia-Palatinado
| Partido                 | Partido                            | Distrito Eleitoral | Distrito Eleitoral | Distrito Eleitoral | Lista de Partido | Lista de Partido | Lista de Partido | Deputados | +/-     |
| Partido                 | Partido                            | Votos              | %                  | +/-                | Votos            | %                | +/-              | Deputados | +/-     |
| ----------------------- | ---------------------------------- | ------------------ | ------------------ | ------------------ | ---------------- | ---------------- | ---------------- | --------- | ------- |
|                         | União Democrata-Cristã             | 1 031 349          | 54,0 / 100,0       | 1,5                | 1 019 709        | 53,7 / 100,0     | 1,6              | 18 / 31   | Estável |
|                         | Partido Social-Democrata           | 586 124            | 30,7 / 100,0       | 2,7                | 578 203          | 30,4 / 100,0     | 3,2              | 10 / 31   | 1       |
|                         | Partido Democrático Liberal        | 185 300            | 9,7 / 100,0        | 3,2                | 185 288          | 9,8 / 100,0      | 2,3              | 3 / 31    | 1       |
|                         | Partido do Reich Alemão            | 46 326             | 2,4 / 100,0        | -                  | 51 350           | 2,7 / 100,0      | 0,2              | 0 / 31    | Estável |
|                         | Partido Alemão                     | 27 225             | 1,4 / 100,0        | 0,1                | 29 698           | 1,6 / 100,0      | 0,5              | 0 / 31    | Estável |
|                         | Bloco dos Refugiados e Expatriados | 25 936             | 1,4 / 100,0        | 0,1                | 27 775           | 1,5 / 100,0      | Estável          | 0 / 31    | Estável |
|                         | Outros                             | 5 957              | 0,3 / 100,0        |                    | 6 982            | 0,4 / 100,0      |                  | 0 / 31    |         |
| Votos Inválidos         | Votos Inválidos                    | 68 008             | 3,4 / 100,0        | 1,0                | 77 220           | 3,9 / 100,0      | 0,2              |           |         |
| Total                   | Total                              | 1 976 225          | 100,0 / 100,0      |                    | 1 976 225        | 100,0 / 100,0    |                  | 31 / 31   |         |
| Eleitorado/Participação | Eleitorado/Participação            | 2 237 023          | 88,3 / 100,0       | 2,3                | 2 237 023        | 88,3 / 100,0     | 2,3              |           |         |

### Sarre
| Partido                 | Partido                     | Partido                     | Distrito Eleitoral | Distrito Eleitoral | Lista de Partido | Lista de Partido | Deputados |
| Partido                 | Partido                     | Partido                     | Votos              | %                  | Votos            | %                | Deputados |
| ----------------------- | --------------------------- | --------------------------- | ------------------ | ------------------ | ---------------- | ---------------- | --------- |
|                         |                             | União Democrata-Cristã      | 188 623            | 33,8 / 100,0       | 183 423          | 33,3 / 100,0     | 3 / 8     |
|                         | Partido Popular Cristão     | 117 732                     | 21,1 / 100,0       | 117 168            | 21,3 / 100,0     | 2 / 8            |           |
| CDU/CVP                 | CDU/CVP                     | 306 355                     | 54,9 / 100,0       | 300 591            | 54,6 / 100,0     | 5 / 8            |           |
|                         | Partido Social-Democrata    | Partido Social-Democrata    | 140 323            | 25,1 / 100,0       | 138 309          | 25,1 / 100,0     | 2 / 8     |
|                         | Partido Democrático Liberal | Partido Democrático Liberal | 101 031            | 18,1 / 100,0       | 100 080          | 18,2 / 100,0     | 1 / 8     |
|                         | Outros                      | Outros                      | 10 838             | 2,0 / 100,0        | 12 111           | 2,2 / 100,0      | 0 / 8     |
| Votos Inválidos         | Votos Inválidos             | Votos Inválidos             | 31 031             | 5,3 / 100,0        | 38 487           | 6,5 / 100,0      |           |
| Total                   | Total                       | Total                       | 589 578            | 100,0 / 100,0      | 589 578          | 100,0 / 100,0    | 8 / 8     |
| Eleitorado/Participação | Eleitorado/Participação     | Eleitorado/Participação     | 659 971            | 89,3 / 100,0       | 659 971          | 89,3 / 100,0     |           |

### Schleswig-Holstein
| Partido                 | Partido                                      | Distrito Eleitoral | Distrito Eleitoral | Distrito Eleitoral | Lista de Partido | Lista de Partido | Lista de Partido | Deputados | +/-     |
| Partido                 | Partido                                      | Votos              | %                  | +/-                | Votos            | %                | +/-              | Deputados | +/-     |
| ----------------------- | -------------------------------------------- | ------------------ | ------------------ | ------------------ | ---------------- | ---------------- | ---------------- | --------- | ------- |
|                         | União Democrata-Cristã                       | 670 199            | 50,2 / 100,0       | 1,0                | 631 147          | 48,1 / 100,0     | 1,0              | 14 / 23   | Estável |
|                         | Partido Social-Democrata                     | 412 561            | 30,9 / 100,0       | 4,2                | 404 595          | 30,8 / 100,0     | 4,3              | 7 / 23    | Estável |
|                         | Bloco dos Refugiados e Expatriados           | 98 511             | 7,4 / 100,0        | 3,4                | 109 510          | 8,3 / 100,0      | 3,3              | 0 / 23    | 3       |
|                         | Partido Democrático Liberal                  | 67 164             | 5,0 / 100,0        | 1,2                | 73 656           | 5,6 / 100,0      | 1,1              | 1 / 23    | Estável |
|                         | Partido Alemão                               | 42 540             | 3,2 / 100,0        | 0,1                | 49 339           | 3,8 / 100,0      | 0,2              | 1 / 23    | Estável |
|                         | Federação dos Votantes de Schleswig-Holstein | 33 463             | 2,5 / 100,0        | 0,8                | 32 262           | 2,5 / 100,0      | 0,8              | 0 / 23    | Estável |
|                         | Outros                                       | 10 210             | 0,7 / 100,0        |                    | 11 536           | 0,9 / 100,0      |                  | 0 / 23    |         |
| Votos Inválidos         | Votos Inválidos                              | 32 577             | 2,4 / 100,0        | 0,3                | 55 180           | 4,0 / 100,0      | 1,1              |           |         |
| Total                   | Total                                        | 1 367 225          | 100,0 / 100,0      |                    | 1 367 225        | 100,0 / 100,0    |                  | 23 / 23   | 3       |
| Eleitorado/Participação | Eleitorado/Participação                      | 1 548 961          | 88,3 / 100,0       | 0,2                | 1 548 961        | 88,3 / 100,0     | 0,2              |           |         |